# Ośrodek Sportu i Rekreacji w Krośnie Odrzańskim
Ośrodek Sportu i Rekreacji w Krośnie Odrzańskim (OSiR) – jednostka budżetowa zajmująca się krzewieniem kultury fizycznej i sportu oraz propagowaniem rekreacji w Krośnie Odrzańskim. Utworzona została 23 lipca 1975 r. z przekształcenia Powiatowego Ośrodka Sportu i Turystyki. Początkowo funkcjonowała jako zakład budżetowy, a w dniu 19 stycznia 1982 r., została przekształcona w jednostkę budżetową, którą pozostaje do dzisiaj. Ośrodek (i jego wcześniejsi protoplaści) od roku 1950, aż do listopada 2011 r. miał swoją siedzibę w Krośnie Odrzańskim przy ul. Pocztowej 27. Obecnie siedziba OSiR mieści się w Hali Sportowo-Widowiskowej przy ul. Pułaskiego 3.
Ośrodek Sportu i Rekreacji w Krośnie Odrzańskim posiada w trwałym zarządzie obiekty i działki o łącznej wartości 15 078 419 zł (stan na 1 listopada 2021 r.).

## Historia

### 1945–1975
W okresie po II wojnie światowej, mimo że spontanicznie powstawały stowarzyszenia i organizacje sportowe oraz rekreacyjne nie funkcjonowały rozbudowane struktury administracji sportowej. Pierwsze regulacje pojawiły się 16 stycznia 1946 r., kiedy to na mocy dekretu Rady Ministrów „O utworzeniu urzędów i rad wychowania fizycznego i przysposobienia wojskowego” uchwalono tworzenie powiatowych (i miejskich) rad w.f. i pw. (organów doradczych) i urzędów w.f. i pw. (organów wykonawczych). Wobec ogromu problemów, spowodowanych głównie wielkimi zniszczeniami i brakami kadrowymi, urzędów mających organizować szeroko pojętą kulturę fizyczną nie powoływano, albo w tworzono je w ograniczonym zakresie (w miejscowościach dzisiejszego regionu lubuskiego głównie w 1947 r.). Według Ryszarda Czaderny: „Przedstawione przypadki ukazują postawę często przepracowanych i obarczonych nawałem zadań, uchwał i wytycznych pracowników komitetów powiatowych, którzy woleli odkładać niektóre sprawy ad acta, stosując własną hierarchię ważności, a w niej kwestia sportu nie stała wysoko”. Niewątpliwie mnogość trudności ujawniła się w regionie krośnieńskim, który był słabo zaludniony i w głównej mierze przeznaczony do osadnictwa wojskowego. Wobec faktu administracyjnej przynależności Krosna Odrzańskiego do województwa poznańskiego, formalnie Powiatowa Rada Wychowania Fizycznego, jak i [Powiatowy] Urząd Wychowania Fizycznego i Przysposobienia Wojskowego, podlegały Wojewódzkiemu Urzędowi (Wojewódzkiej Radzie) W.F. i P.W. w Poznaniu. Kolejna zmiana nastąpiła na mocy ustawy z dnia 25 lutego 1948 r. „O powszechnym obowiązku przysposobienia zawodowego, wychowania fizycznego i przysposobienia wojskowego młodzieży oraz o organizacji spraw kultury fizycznej i sportu”. Wymuszała ona kolejną reorganizację, tym razem na wzór radziecki. Na szczeblu powiatów powołano Powiatowe Rady dla Spraw Młodzieży i Kultury Fizycznej (na podstawie art. 8. ustawy podlegające Naczelnej Radzie dla Spraw Młodzieży i Kultury Fizycznej), oraz Powiatowe Inspektoraty Kultury Fizycznej, które zgodnie z art. 28. ust. 6. ustawy podlegały Głównemu Urzędowi Kultury Fizycznej. Kolejne zmiany w organizacji kultury fizycznej spowodowane były: uchwałą Biura Politycznego Komitetu Centralnego Polskiej Zjednoczonej Partii Robotniczej z dnia 28 września 1949 r., która bardzo krytycznie oceniła dotychczasowy rozwój sportu oraz reformą administracyjną 1950 r. W dniu 6 lipca 1950 r. weszła w życie ustawa z dnia 28 czerwca 1950 r. „O zmianach podziału administracyjnego Państwa”, na mocy której utworzono trzy nowe województwa w tym województwo zielonogórskie w granicach, którego znalazło się Krosno Odrzańskie. Wcześniej, bo 30 grudnia 1949 r. weszła w życie ustawa „O organizacji spraw kultury fizycznej i sportu”. Powołano Główny, Wojewódzkie i Powiatowe Komitety Kultury Fizycznej. Powiatowy Komitet Kultury Fizycznej (PKKF) w Krośnie Odrzańskim podlegał Wojewódzkiemu KKF w Zielonej Górze. Jednak podobnie jak wcześniej były problemy ze skompletowaniem kompetentnych składów, a także przeświadczenie (w pełni zasadne), że ich realny wpływ na funkcjonowanie sportu jest ograniczony. Bezwład i traktowanie spraw sportu po macoszemu, trwało jeszcze wiele lat. Było to odczuwalne przede wszystkim w zakresie infrastruktury. W roku 1955 lokalne pismo „Głos Krośnieński”, tak oceniało poczynania Prezydium PRN w tym zakresie: „Prezydium [PRN] będąc prawnym właścicielem boiska sportowego, jedynego obiektu u nas w mieście, nie troszczy się o jego doprowadzenie do stanu używalności (…)”. Największym osiągnięciem tego okresu w kwestii infrastruktury sportowej było wybudowanie i otwarcie we wrześniu 1958 r. stadionu miejskiego przy ul. Pocztowej. Dekadę później do spraw kultury fizycznej dokooptowano turystykę. Na mocy ustawy z 17 lutego 1960 r. „O organizacji spraw kultury fizycznej i turystyki”, powołano centralny organ o randze ministerstwa – Główny Komitet Kultury Fizycznej i Turystyki. Zmiany, podobnie jak w ubiegłych latach, dotykały zarówno organa centralne, jak i urzędy na szczeblu województwa i gminy. Terenowymi organami administracji państwowej ds. kultury fizycznej i turystyki były zgodnie z art. 9. ustawy Prezydia Powiatowych Rad Narodowych, a precyzyjniej Komitety Kultury Fizycznej i Turystyki Powiatowej Rady Narodowej, zwane w skrócie „Powiatowym Komitetem” (§ 15 zarządzenia nr 213 Prezesa Rady Ministrów z dnia 31 października 1960 r. w sprawie szczegółowej organizacji, składu i zakresu działania komitetów kultury fizycznej i turystyki prezydiów rad narodowych). W praktyce nosiły one nazwę – Powiatowy Komitet Kultury Fizycznej i Turystyki (PKKFiT). W 1959 r. przewodniczącym tego gremium był w powiecie krośnieńskim Mieczysław Zagórski. W roku 1964 Wojewódzki Komitet KFiT powołał do życia protoplastę w zakresie i formie działania obecnego OSiR – Powiatowy Ośrodek Sportu, Turystyki i Wypoczynku (POSTiW), określany później jako POWF (Powiatowy Ośrodek Wychowania Fizycznego). Jego kierownikiem został działacz sportowy, korespondent „Gazety Zielonogórskiej” i bokser Ryszard Dziurla. Później funkcję tę pełnił Albin Pikulik. W tym czasie, dokonano modernizacji i utworzono Ośrodek Wypoczynkowy nad jeziorem Glibiel w Łochowicach (1966). U schyłku lat 60. i na początku 70. na czele PKKFiT stał Józef Dubiel, a funkcję kierownika POWF pełnił Jerzy Miś. O trudnościach jakie wciąż stały przed organizatorami sportowymi najlepiej świadczą słowa Dubiela, wypowiedziane podczas narady kierowników POWF, która zorganizowana została 16 maja 1968 r. w Żarach. Przedstawiciel krośnieńskich struktur stwierdził wówczas: „(...) nie docenia się w należytym stopniu działalności kierowników POWF mając na uwadze to, że gro spraw organizuje i wykonuje kierownik, stwarza mu się mnustwo kłopotów i trudności w realizacji imprez”. Tuż przed kolejną reformą administracyjną roku 1975, w 1973 r. zrestrukturyzowano rady narodowe, a co za tym idzie ich organizację. Kompetencje PKKiF przejęły Powiatowe Wydziały Oświaty i Wychowania, Kultury i Kultury Fizycznej będące w gestii naczelników. Po likwidacji powiatów w czerwcu 1975 r., w lipcu 1975 r. Powiatowy Ośrodek Sportu i Turystyki (POSiT), przekształcono w Ośrodek Sportu i Rekreacji w Krośnie Odrzańskim.

### 1975–1989

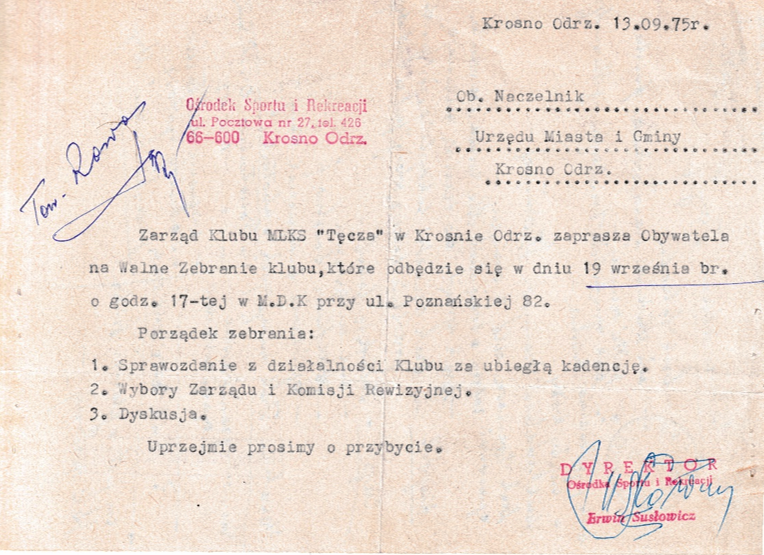
Zaproszenie na Zarząd MLKS Tęcza Krosno Odrzańskie z dnia 13 września 1975 r., podpisane przez pierwszego dyrektora Ośrodka Sportu i Rekreacji w Krośnie Odrzańskim Erwina Susłowicza

Ośrodek Sportu i Rekreacji (OSiR) w Krośnie Odrzańskim utworzony został Zarządzeniem nr 4/75 z dnia 23 lipca 1975 r. Naczelnika Miasta i Gminy w Krośnie Odrzańskim, którym był wówczas Bolesław Borek. Związane to było zarówno z reformą administracyjną, tj. likwidacją powiatów i powstaniem 49 nowych województw, jak również ze zmianami w funkcjonowaniu administracji sportowej. Nie bez znaczenia były również wnioski z posiedzeń gremiów partyjnych w których, w latach 1971–1973 toczyła się dyskusja nad sportem masowym, dzieci i młodzieży, ale także tworzeniem lokalnych ośrodków sportu. Jednym z powstałych wówczas dokumentów były wytyczne „W sprawie programu rozwoju kultury fizycznej” ze stycznia 1973 r. OSiR został przekształcony z dotychczasowego Powiatowego Ośrodka Sportu i Turystyki, będącego w zarządzie Powiatowej Rady Narodowej. PKKFiT-y zastąpiono Wydziałami Oświaty i Wychowania, Kultury i Kultury Fizycznej, będącymi w gestii Naczelnika Miasta i Gminy. Podobnie jak wcześniej POSiT, siedziba Ośrodka mieściła się przy ul. Pocztowej 27, przy której zlokalizowany był stadion miejski. Pierwszym dyrektorem OSiR został zastępca inspektora szkolnego ds. sportu i turystyki, nauczyciel wychowania fizycznego, mgr Erwin Susłowicz. Druga połowa lat 70., jak również okres zawirowań gospodarczych i politycznych lat 80. odbił się zarówno na działalności Ośrodka, jak i działających w oparciu o jego bazę organizacji sportowych. Symptomatyczne były tutaj długotrwałe, borykające się z wieloma finansowymi problemami remonty, a także fakt likwidacji w czerwcu 1988 r. jedynego piłkarskiego klubu sportowego – Tęczy Krosno Odrzańskie. W 1990 r. lokalne czasopismo „Nasze Krosno” tak podsumowało fatalny stan kultury fizycznej w mieście: „Nie działa TKKF ani inna organizacja (…) Nie ma żadnej sekcji sportu kwalifikowanego (…). Mamy w mieście cztery korty tenisowe, z czego jeden zdewastowany, drugi praktycznie nie nadający się do użytku. Pozostałe dwa (OSiR) coraz bardziej upodabniają się do zwykłego klepiska. (…). Jedyna miejska hala sportowa od wielu już lat jest nieczynna i nie wiadomo kiedy skończy się jej remont, choć na szczęście jakieś prace są prowadzone. (…). P.S. Wszystkie bramy i furtki prowadzące na stadion miejski są po południu zamykane na kłódki. Ludzie i tak wchodzą – ale przez płot. Cóż za dbałość o naszą sprawność”. Braki środków finansowych odczuwalne były szczególnie w zakresie kultury fizycznej. Zmienić to miała dopiero nowa rzeczywistość, jak również fakt wejścia w 2004 r. Polski do Unii Europejskiej.

### 1990–2023
W lutym 1991 r. stanowisko kierownika OSiR objął Mirosław Kamiński. Niedługo po objęciu stanowiska opracował i wdrożył projekt logotypu Ośrodka. W swoich działaniach próbował przestawić działalność jednostki na funkcjonowanie w nowych warunkach i nowej rzeczywistości gospodarczej. Przy stadionie uruchomiono kawiarnię, kameralną siłownię. Popularnością cieszyły się korty tenisowe o nawierzchni z mączki ceglanej. Krosno Odrzańskie stało się miejscem organizacji największej i najstarszej cyklicznej imprezy wędkarskiej: „Złotej Rybki”, która odbywała się od 1962 roku (po raz pierwszy w Krośnie w roku 1972). We wrześniu 1974 r. wyrównano teren dawnego wysypiska śmieci przyległego do płyty głównej stadionu i wybudowano w tym miejscu dwa boiska treningowe. Infrastruktura OSiR uległa znacznemu zniszczeniu w trakcie Powodzi Tysiąclecia w 1997 r. Jednak katastrofa ta, została wykorzystana przez władze samorządowe i kierownictwo Ośrodka do największej w historii modernizacji obiektu. Ośrodek poniósł straty, które oszacowano na ponad 680 000 zł. Do miasta przybyła komisja Urzędu Kultury Fizycznej i Turystyki, która uznała za zasadne ubieganie się o wsparcie. Kierownik Mirosław Kamiński wraz z ówczesnym zastępcą burmistrza Andrzejem Chinalskim, udali się do Warszawy i tam uzyskali akceptację na wsparcie w wysokości 1 400 000 zł. Dzięki temu dokonano kapitalnych remontów m.in.: stadionu i boisk (drenaż, podkład, murawa, zraszacze, zamontowano krzesełka dla widowni) i sali gimnastycznej (elewacja, podłogi, stolarka). Prace remontowe trwały do 1999 r. Dzięki ogromnemu finansowemu wsparciu, obiekt stał się nowoczesnym i funkcjonalnym miejscem uprawiania sportu. Na prośbę młodych mieszkańców wydzielono i wyposażono plac przy stadionie z przeznaczeniem na skatepark. We wrześniu 2002 r. oddano do użytku długo wyczekiwaną Halę Sportowo-Widowiskową na 600 miejsc. Znalazły się w niej: sala taneczna, siłownia, niewielka sala rekreacyjna, sauna, kawiarnia, hotel oraz pomieszczenia biurowe. Budowa HSW sprawiła, że w krótkim czasie zauważalny był progres wyników młodych zawodniczek i zawodników w rozgrywkach Szkolnego Związku Sportowego. Przy wsparciu finansowym z programu Phare w lipcu 2004 r. w ramach zadania „Port Rzeczny Pasażerski w Krośnie Odrzańskim” oddano do eksploatacji port na rzece Odrze. Obiekt przystosowany jest do przyjmowania statków pasażerskich o długości do 80 metrów oraz 12 niewielkich jednostek pływających. W roku 2005 zaplanowano prace modernizacyjne płyt treningowych na stadionie, budowę parkingu, zadaszenia części trybun przy płycie głównej oraz montażu plastikowych krzesełek w miejsce wysłużonych drewnianych. Większość prac, poza zadaszeniem trybun udało się zrealizować. W dniu 16 listopada 2011 r. po niemal pół wieku, uchwałą nr XVI/124/11 Rady Miejskiej w Krośnie Odrzańskim zmieniono adres siedziby ustanawiając ją w Hali Sportowo-Widowiskowej przy ul. Pułaskiego 3. Coraz lepsza i stabilna sytuacja gospodarcza sprawiła, że wzrosło zapotrzebowanie mieszkańców, a także zainteresowanie władz samorządowych poprawą infrastruktury sportowej i rekreacyjnej. Przy stadionie, w miejscu kortów do tenisa ziemnego, należących do gminy, władze powiatowe wybudowały w 2011 r., administrowane przez Zespół Szkół Ponadgimnazjalnych: pełnowymiarową Halę Sportową z siłownią i ścianką wspinaczkową, kort do tenisa ziemnego, boisko wielofunkcyjne i boisko do koszykówki. W tym samym roku nowo wybrane władze Krosna Odrzańskiego podjęły decyzję o przekształceniu niewielkiej, niefunkcjonalnej i deficytowej sali gimnastycznej w kompleks rekreacyjny z kręgielnią, kortem do squasha, stołami bilardowymi i strefą rozrywki. W grudniu 2011 r. oddano do użytku kort, a w lutym następnego roku dwutorową kręgielnię. W 2012 r. przeniesiono również elementy skateparku z tzw. „dolnej” części miasta do „górnej” – przy Hali Sportowo-Widowiskowej. Dwa lata później wykonano nowe nawierzchnie z EPDM na boiskach do koszykówki /piłki ręcznej/ i siatkówki, znajdujących się przy HSW. Ponadto wybudowano bieżnię o długości 60 m, skocznię w dal i rzutnię do pchnięcia kulą. W czerwcu 2014 r., przekształcono „plażę cywilną” nad jeziorem Glibiel w Łochowicach w kąpielisko, a rok później dokonano budowy nowego targowiska miejskiego, które od wielu lat funkcjonowało w złych, prowizorycznych warunkach technicznych. W roku 2019 przy Urzędzie Miasta (ul. Parkowa 1), w sąsiedztwie Parku Tysiąclecia wybudowano kolejny obiekt sportowy – pumptrack. Jesienią 2023 r. oddano do użytku wyposażone w sztuczne oświetlenie boisko piłkarskie ze sztuczną trawą, zlokalizowane na stadionie OSiR przy ul. Pocztowej.

## Obiekty[17]
Obiekty będące w trwałym zarządzie lub administrowaniu OSiR:

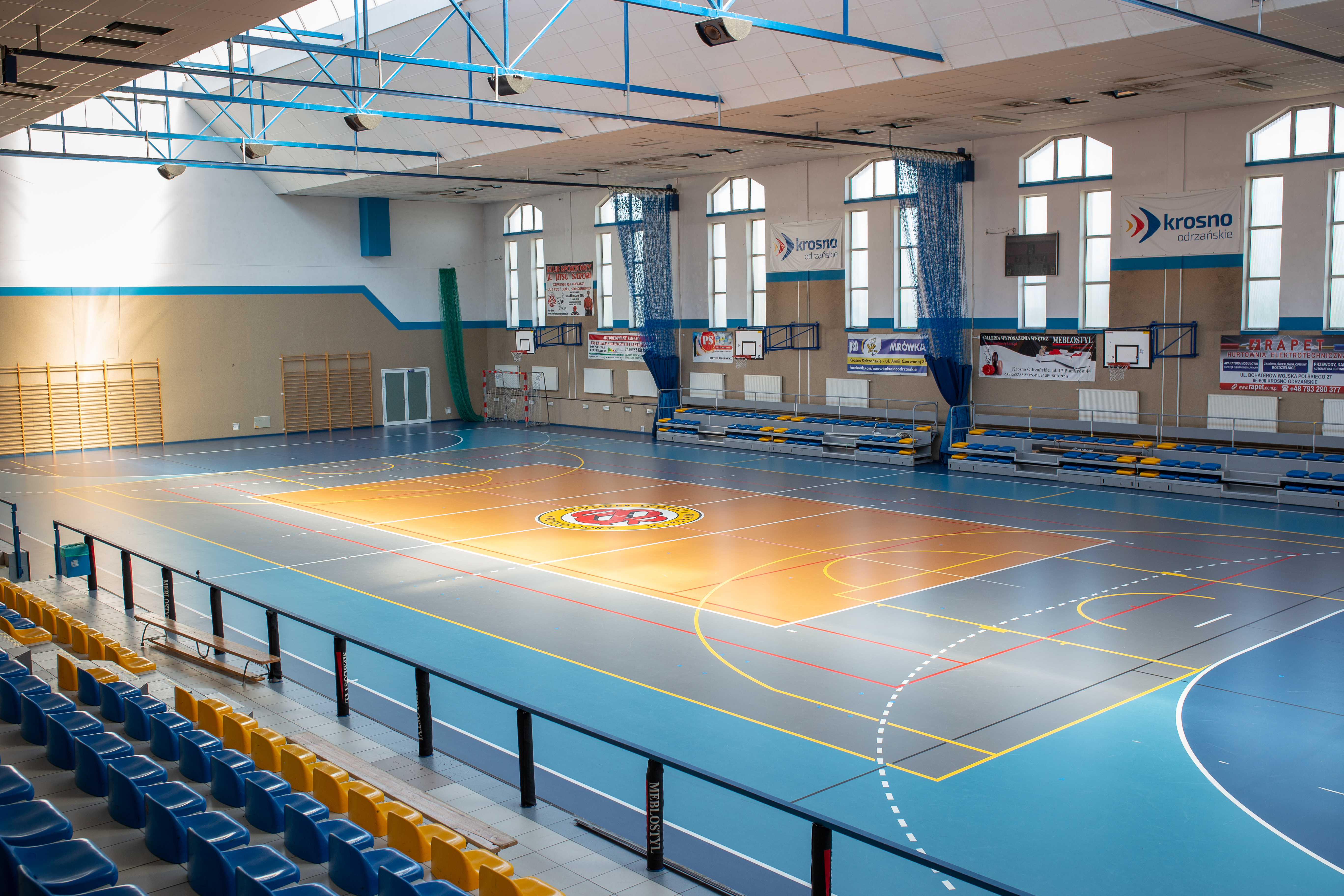
Wnętrze Hali Sportowo-Widowiskowej

### Hala Sportowo-Widowiskowa
ul. Pułaskiego 3H w Krośnie Odrzańskim
Obiekt otwarto 9 października 2002 r. Znajdują sie tutaj: boisko do piłki ręcznej, futsalu, siatkówki, koszykówki, sala taneczna, siłownia, sauna, sala konferencyjna.
Decyzja o budowie Hali Sportowo-Widowiskowej przy Szkole Podstawowej nr 3 w Krośnie Odrzańskim zapadła w 2000 r. Miasto, mimo funkcjonowania kilku hal wojskowych borykało się z brakiem tego typu obiektów. Dostępna była niewielka Hala Sportowa przy ul. Pocztowej. Była to hala przekształcona z przedwojennej sali gimnastycznej, wykorzystywanej przez Knabenschule (Szkołę dla chłopców, obecnie Szkoła Podstawowa nr 1), jak i Hindenburgschule (dzisiejszy Zespół Szkół Ponadgimnazjalnych). W miejscu obecnej Hali znajdowały się dawniej ogródki działkowe i dzikie boisko. Koszt budowy HSW wyniósł niemal 8 mln zł.

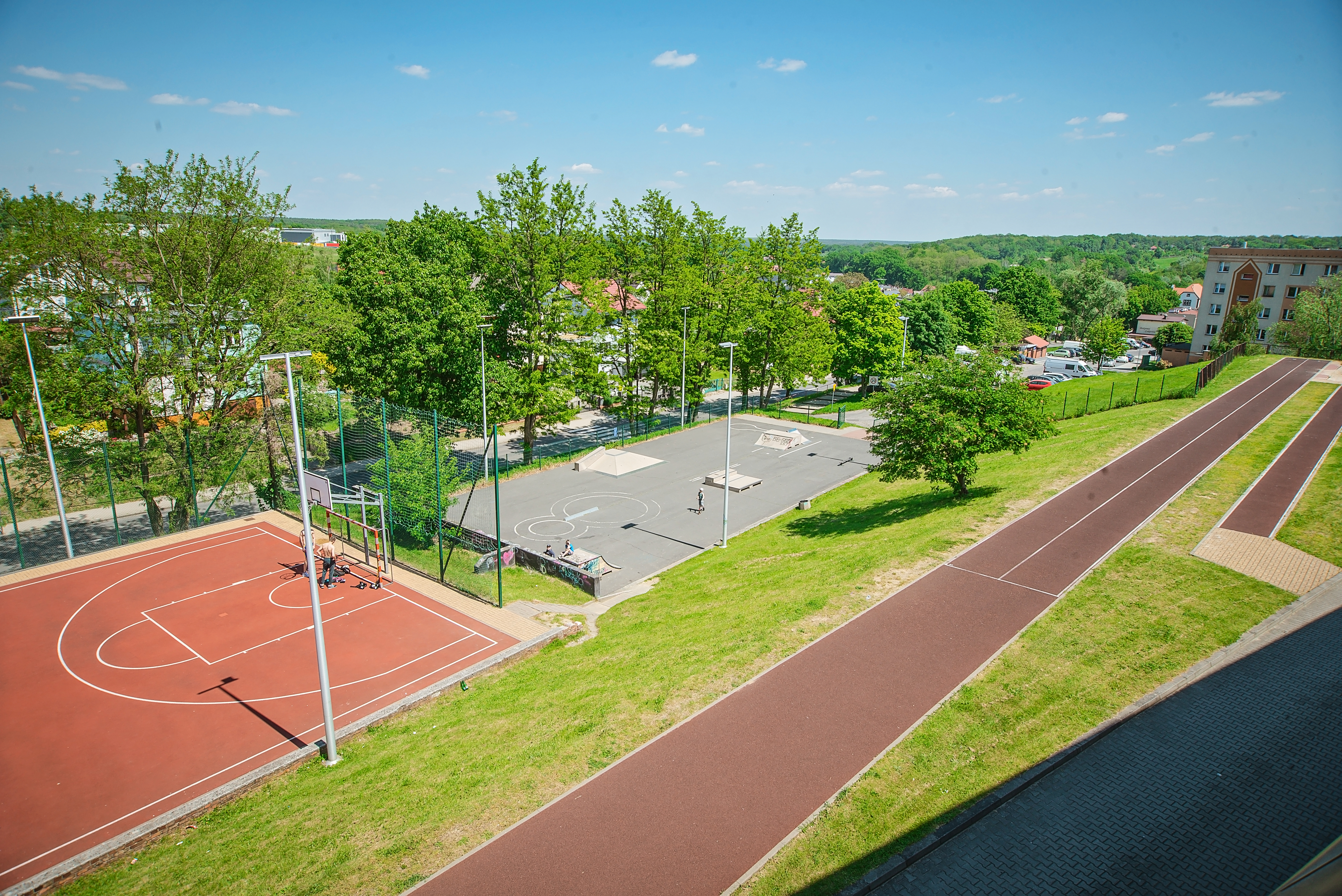
Kompleks boisk, mini kompleks lekkoatletyczny i skatepark przy Hali Sportowo-Widowiskowej

### Kompleks boisk wielofunkcyjnych
ul. Pułaskiego 3H w Krośnie Odrzańskim
Data otwarcia obiektu – 17 października 2013 r.
Charakterystyka – boisko do koszykówki, piłki ręcznej, boisko do siatkówki.
Rys historyczny – Obiekt zmodernizowany latem 2013 r. Posiada sztuczne oświetlenie. Zadanie dofinansowane zostało ze środków Ministerstwa Sportu i Turystyki. Koszt całej inwestycji (wraz z budową mini kompleksu lekkoatletycznego) to 436 143,43 zł.

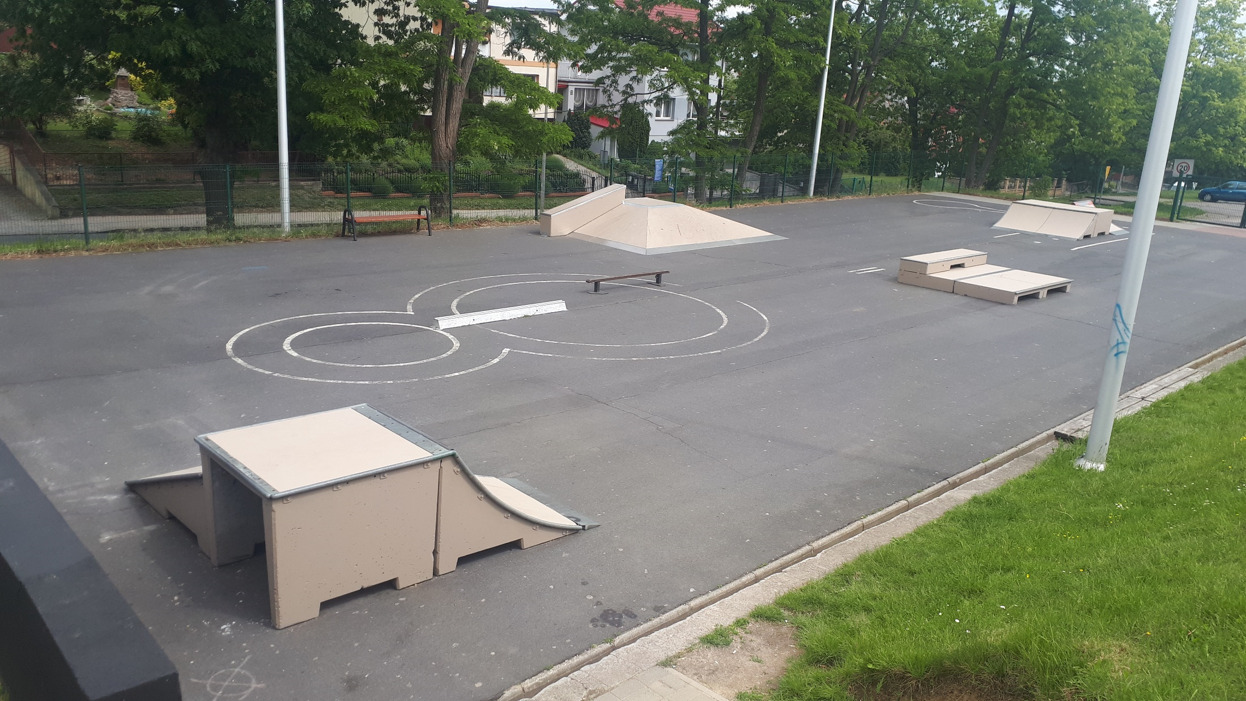
Skatepark

### Skatepark
ul. Pułaskiego 3H w Krośnie Odrzańskim
Data otwarcia obiektu – 20 lipca 2012 r. /Rolkodrom – 6 marca 2002 r./
Charakterystyka – wyposażony w elementy betonowe: quarter pipe, spine, jump box, box, bank, quarter pipe, bank.
Rys historyczny – Elementy skateparku zostały przeniesione w 2012 r. sprzed dawnego budynku biurowego stadionu przy ul. Pocztowej. Dawny skatepark, nazywany Rolkodromem, powstał na prośbę młodych mieszkańców Krosna Odrzańskiego. Wyposażenie zakupiono i zamontowano w marcu i kwietniu 2002 r. Obiekt był wówczas czynny od poniedziałku do piątku w godzinach 8:00 – 21:00. Z uwagi na dużą odległość od osiedli i centrum miasta postanowiono usytuować go przy Hali Widowiskowo-Sportowej. Stało się to po wykonaniu asfaltowej nawierzchni w miejscu dawnego kortu do tenisa ziemnego o nawierzchni z mączki ceglanej. Obiekt posiada sztuczne oświetlenie.

### Mini kompleks lekkoatletyczny
ul. Pułaskiego 3H w Krośnie Odrzańskim
Data otwarcia obiektu – 17 października 2013 r.
Charakterystyka – bieżnia dwutorowa o długości 60 m, skocznia w dal, rzutnia do pchnięcia kulą.
Rys historyczny – Obiekty wybudowane w latem 2013 r. na potrzeby Szkoły Podstawowej nr 3 w Krośnie Odrzańskim. Zadanie dofinansowane zostało ze środków Ministerstwa Sportu i Turystyki. Koszt całej inwestycji (wraz z wymianą nawierzchni boisk kompleksu wielofunkcyjnego) to 436 143,43 zł.

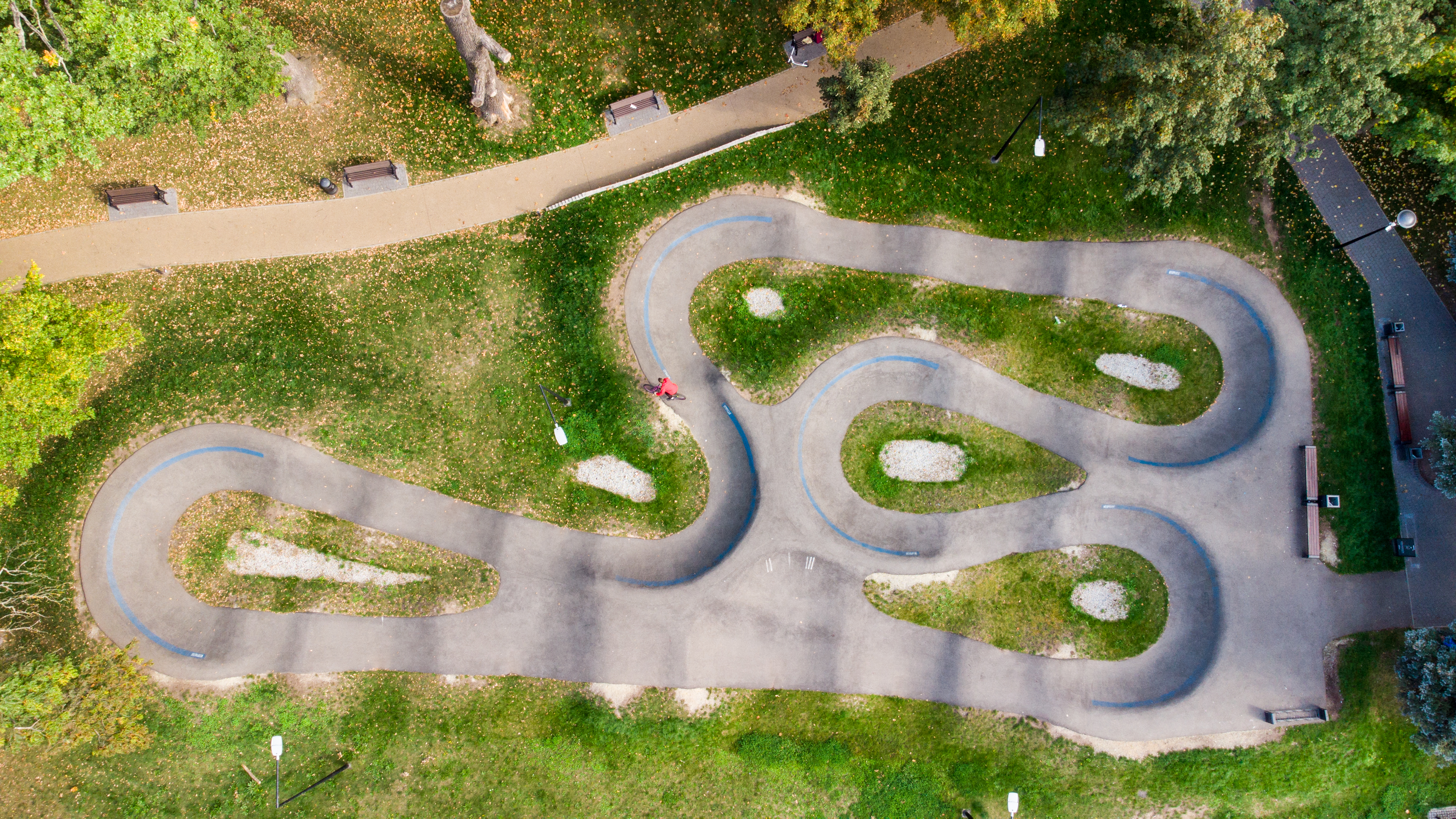
Pumptrack przy Parku Tysiąclecia w Krośnie Odrzańskim

### Pumptrack
ul. Parkowa 1 w Krośnie Odrzańskim
Data otwarcia obiektu – 23 grudnia 2019 r.
Charakterystyka – tor do jazdy rowerem o powierzchni całkowitej 1600 m², długości pasm jezdnych 150 m, szerokość 180 cm. Liczba muld – 12, liczba profilowanych zakrętów typu banda – 4 szt.
Rys historyczny – Obiekty wybudowane jesienią 2019 r., przylegający do zrewitalizowanego Parku Tysiąclecia w Krośnie Odrzańskim. Koszt inwestycji w systemie „zaprojektuj i wybuduj” wyniósł 276 750,00 zł.

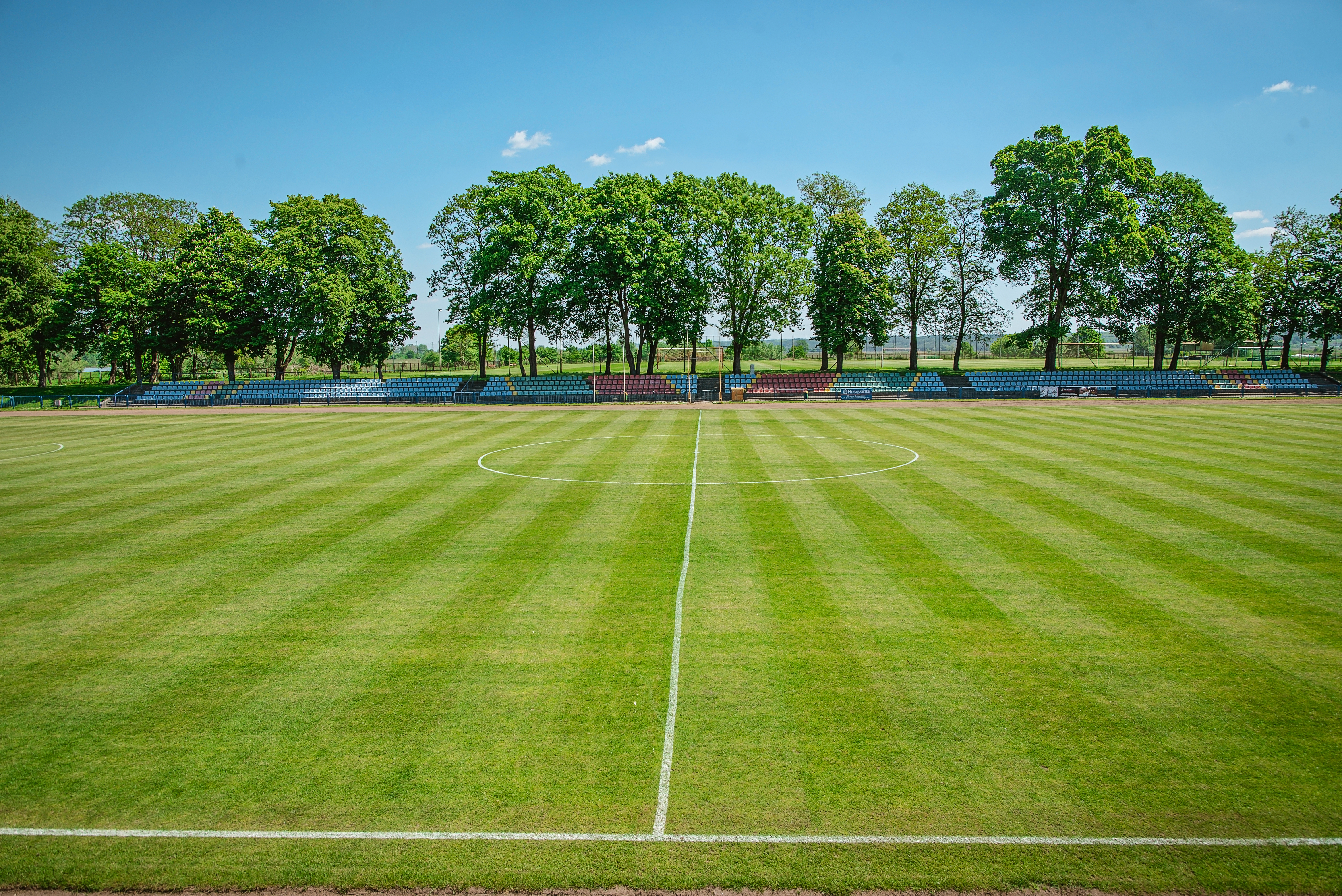
Płyta główna stadionu OSiR na którym mecze rozgrywa drużyna Tęczy Krosno Odrzańskie

### Stadion
ul. Pocztowa 27 w Krośnie Odrzańskim
Data otwarcia obiektu – 12 września 1958 r.
Charakterystyka – dwa pełnowymiarowe boiska trawiaste /w tym jedno treningowe/, boisko treningowe ze sztuczną nawierzchnią, boisko do boule, boisko do siatkówki plażowej, dwa małe trawiaste boiska treningowe, rzutnia do pchnięcia kulą, skocznia w dal, bieżnia okólna o długości 400 m, pole namiotowe.
Rys historyczny – Obiekt był wcześniej wykorzystywany, jako boisko piłkarskie oraz plac ćwiczeń straży pożarnej (zarówno przed, jak i po II wojnie światowej). We wrześniu 1975 r. w miejscu dawnego wysypiska śmieci, tuż obok płyty głównej wybudowano dwa boiska treningowe, które zostały zmodernizowane w 2005 r. Stadion przeszedł generalną modernizację po powodzi Tysiąclecia w 1997 r. (prace ukończono w roku 1999). W kwietniu 2005 r. na trybunach płyty głównej zamontowano 800 plastikowych siedzisk. W dniu 25 września 2017 r. na boiskach treningowych uruchomiono sztuczne oświetlenie. Z obiektu korzystają uczniowie położonych w pobliżu: Szkoły Podstawowej nr 1 i Zespołu Szkół Ponadgimnazjalnych.

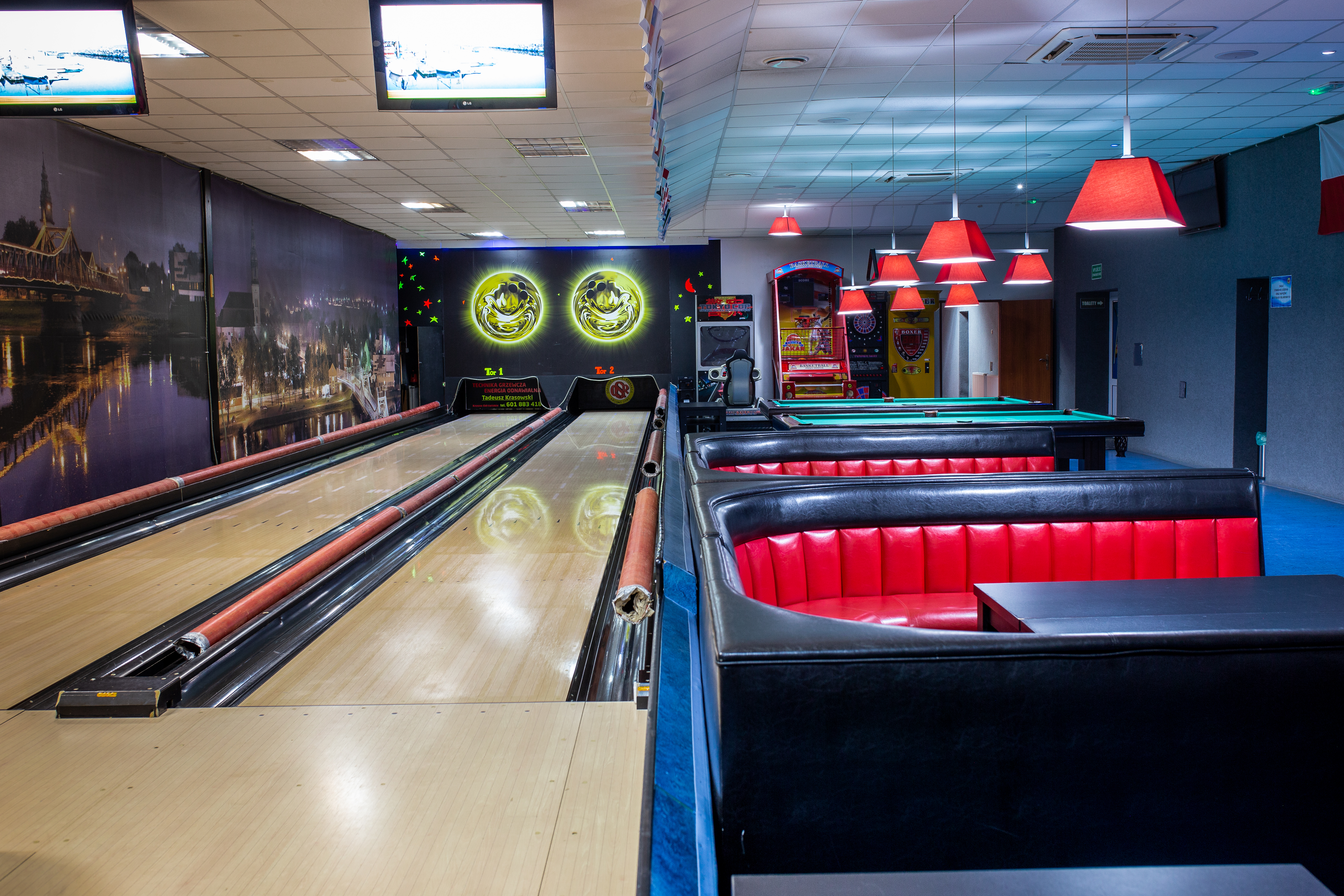
Dwutorowa kręgielnia w Centrum Rekreacyjnym

### Centrum Rekreacyjne
ul. Pocztowa 27 w Krośnie Odrzańskim
Data otwarcia obiektu – 1 października 1889 r.
Data otwarcia kortu do squasha – 4 grudnia 2011 r.
Data otwarcia kręgielni – 3 lutego 2012 r.
Charakterystyka – kręgielnia dwutorowa, kort do squasha, dwa granitowe stoły bilardowe, bistro.
Rys historyczny – Obiekt wybudowany został w roku 1889 i pełnił początkowo funkcję szkolnej sali gimnastycznej, głównie do gimnastyki szwedzkiej. Przylegała do niego wieża strażacka, a obiekt był podpiwniczony. Budowę nowego budynku rozpoczęto w 1888 roku na placu naprzeciwko budynku Domu Strzeleckiego (obecnie biurowiec firmy Kromet). Sala gimnastyczna zostało otwarta 1 października 1889 roku przez ówczesnego burmistrza Lorenza. Całkowity koszt budowy wyniósł łącznie 15 629 marek. Koszt zakupu sprzętu gimnastycznego wyniósł 1464 marki. Zakupu dokonano w firmie A. Zahna z Berlina. Na Międzynarodowej Wystawie Higieny w Dreźnie w roku 1911 firma ta prezentowała m.in. wyposażenie wzorcowej sali gimnastycznej szkoły podstawowej. Po II wojnie pełnił m.in. funkcję sali tanecznej, ale także biur administracji sportowej. Przechodził kilka większych remontów, m.in. w 1985, 1989 i 1997 r. Mała, niefunkcjonalna powierzchnia sprawiły, że w 2011 r. władze samorządowe podjęły decyzję o przekształceniu jej w Centrum Rekreacyjne z dwutorową kręgielnią i kortem do squasha. Przy obiekcie usytuowane były dwa korty tenisowe o nawierzchni z mączki. Zostały one oddane do użytku w sierpniu 1958 r. W maju 2010 r. w ich miejscu rozpoczęto budowę Hali Sportowej Zespołu Szkół Ponadgimnazjalnych.

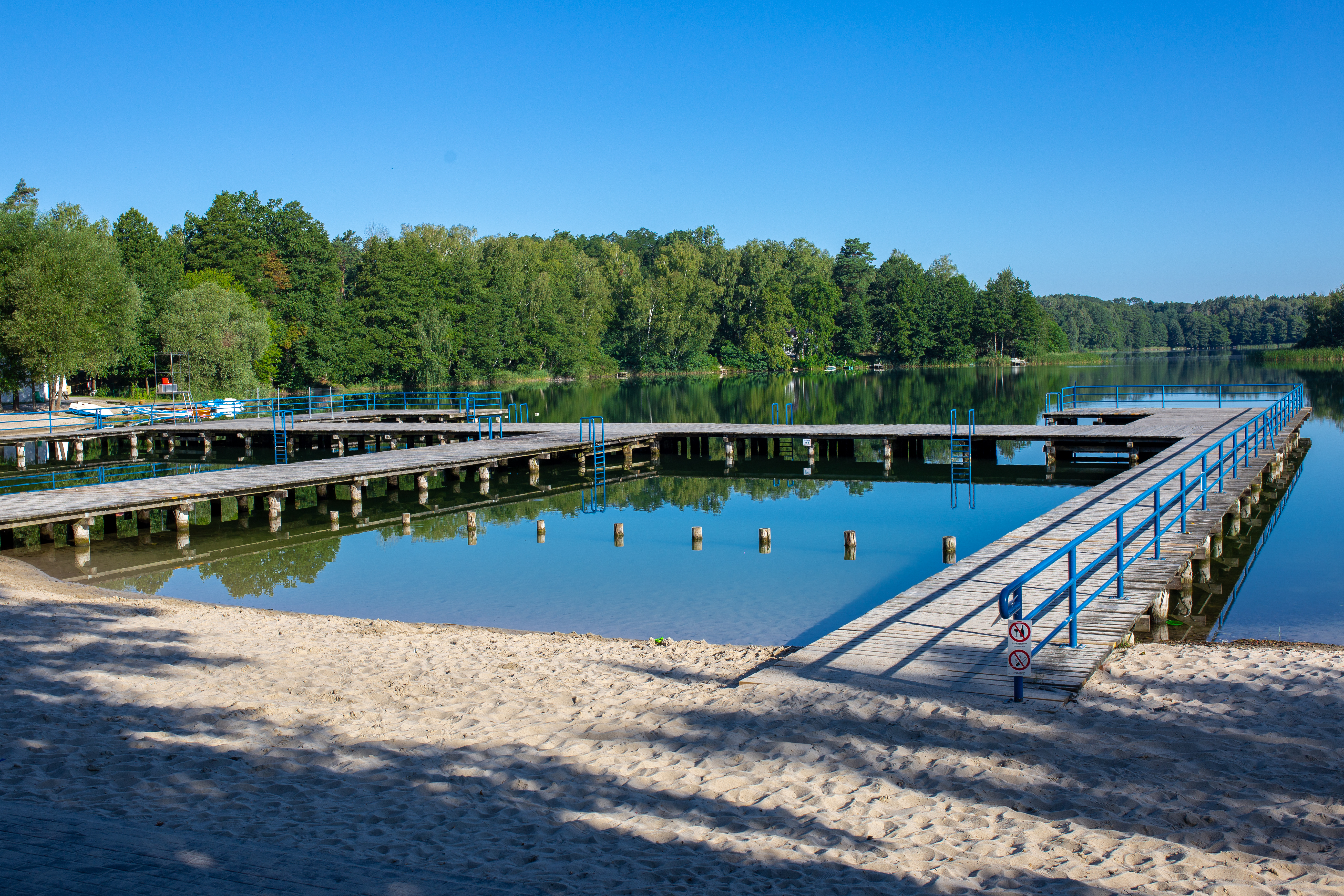
Plaża i pomost na kąpielisku nad jeziorem Glibiel w Łochowicach

### Kąpielisko nad jeziorem Glibiel w miejscowości Łochowice
ul. Plażowa w Łochowicach
Data otwarcia obiektu – 1 czerwca 1960 r. [status kąpieliska od 27 czerwca 2014 r.]
Charakterystyka – wypożyczalnia sprzętu pływającego: kajaków, rowerów wodnych, łódek elektrycznych, desek SUP, pomost kąpielowo-spacerowy, toalety, natryski, przebieralnia, dwie zjeżdżalnie do wody, plac zabaw dla dzieci.
Rys historyczny – Ośrodek o nazwie „Piast” („Sobótka”), tzw. „cywilny” (w odróżnieniu od „wojskowego”, położonego na przyległym brzegu) powstał w 1960 r. i był w posiadaniu Polskiego Związku Motorowego. W późniejszym okresie znalazł się pod zarządem utworzonego w czerwcu 1975 r. przez wojewodę, Lubuskiego Przedsiębiorstwa Gospodarki Turystycznej „Lubtouru”. Wieloletnim kierownikiem ośrodka wyposażonego w kilkadziesiąt miejsc noclegowych, domki, stołówkę, kawiarnię, wypożyczalnię sprzętu pływającego pełnił Roman Pietrażycki. Później Ośrodek był dwukrotnie licytowany, a obecnie znaczna jego część stanowi własność prywatną. Ośrodek Sportu i Rekreacji posiada w administrowaniu plażę, pomost i wypożyczalnię sprzętu pływającego. Obecny pomost został wybudowany w roku 2006, a w 2023 gruntownie zmodernizowany (m.in.: wymiana legarów, sosnowych desek na modrzewiowe). Od roku 2014 posiada status kąpieliska o doskonałej, jakości wody.

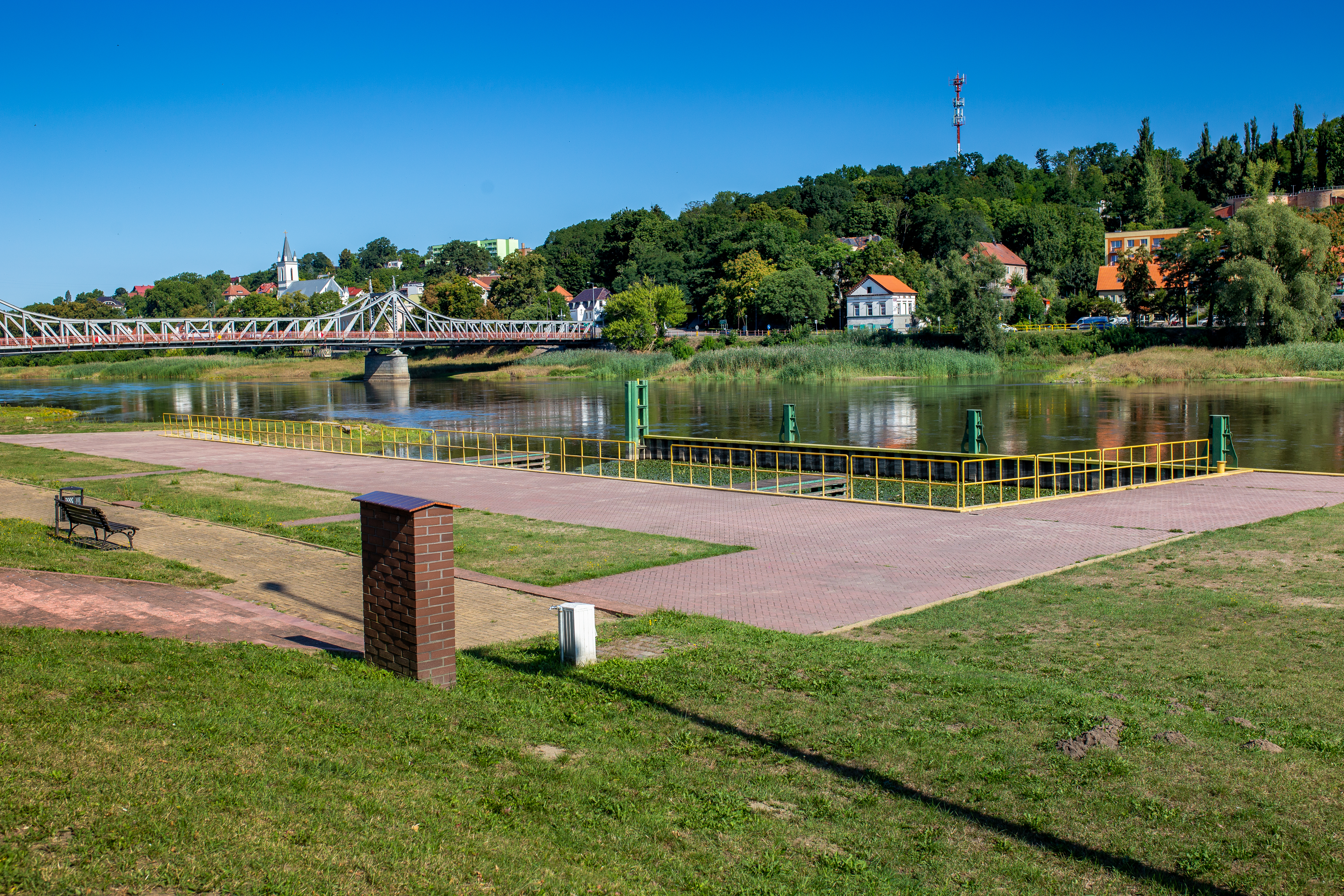
Port rzeczny nad Odrą

### Port rzeczny nad rzeką Odrą
bulwar Św. Jana Pawła II w Krośnie Odrzańskim
Data otwarcia obiektu – 2 lipca 2004 r.
Charakterystyka – port oświetlony latarniami, przyłącze wody, przyłącze energetyczne, śmietniki, slip bez wyciągarki umożliwiająca wodowanie małych jednostek, dwa pomosty portowe z knagami.
Rys historyczny – Rzeczny port pasażerski na 513,5 kilometrze rzeki Odry pozwala na jednoczesne cumowanie 12 niewielkich łodzi sportowych i jednego dużego statku wycieczkowego o długości do 80 m i wyporności do 350 ton. Obiekt usytuowany na lewym brzegu rzeki Odry posiada slip i parking, a poprzez bulwar połączony jest ze stadionem OSiR. Przy stanie wody powyżej 236 cm (według wodowskazu w Krośnie Odrzańskim) port jest zalany i tym samym niewidoczny. W 2003 r. w ramach funduszy Phare został zrealizowany projekt pn. „Rzeczny Port Pasażerski w Krośnie Odrzańskim”. Port oficjalnie otwarto w lipcu 2004 r. podczas kolejnego Flisu Odrzańskiego. Koszt inwestycji wyniósł 4,6 mln zł.

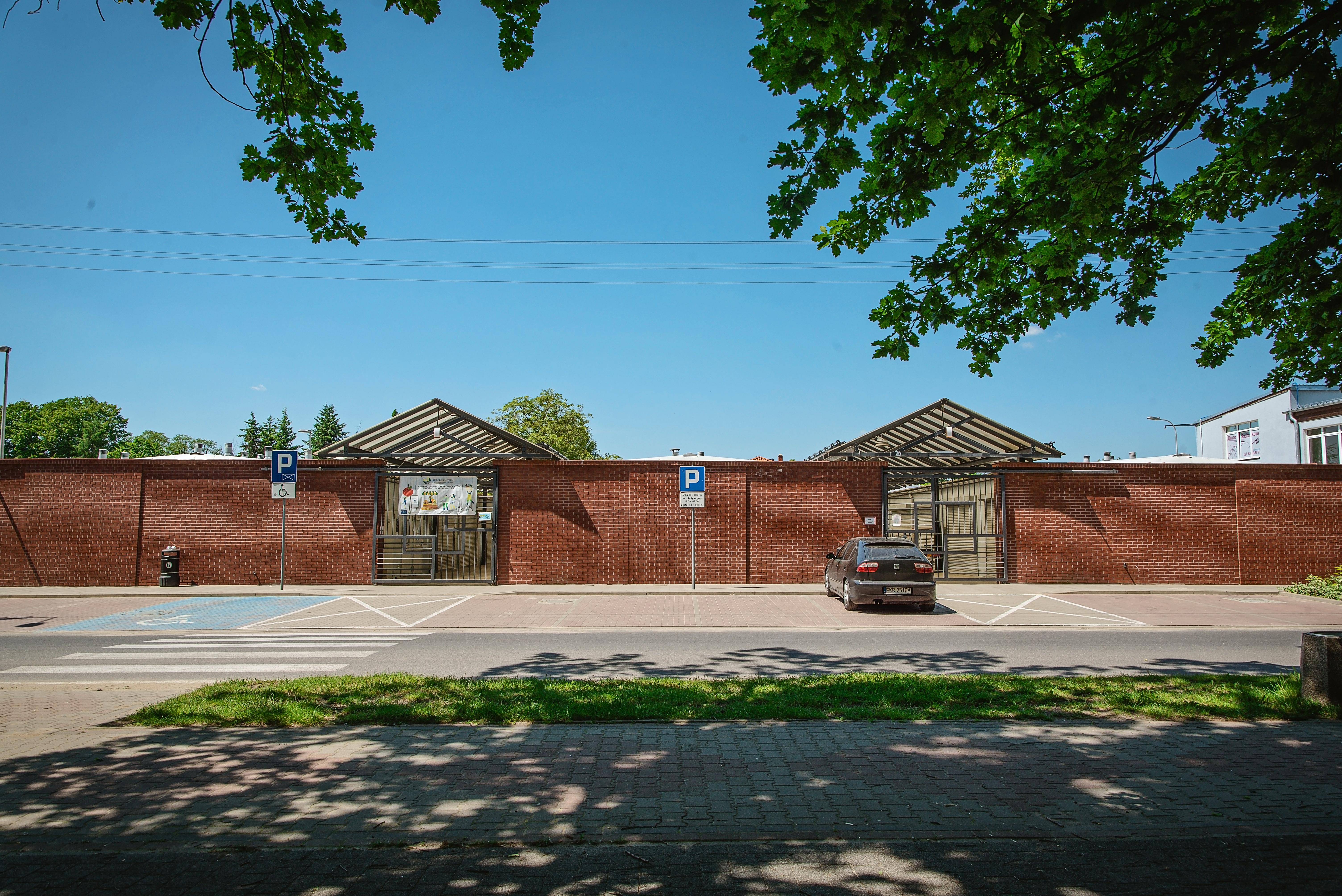
Targowisko miejskie

### Targowisko miejskie
ul. Parkowa 4 w Krośnie Odrzańskim
Data otwarcia obiektu – 10 kwietnia 2015 r.
Charakterystyka – Na targowisku znajduje się 47 pawilonów handlowych, ogólnodostępne toalety, zadaszenie, ozdobny mur wraz z bramami oraz zatoki parkingowe.
Rys historyczny – Targowisko miejskie funkcjonowało niemal od pierwszych dni po zakończeniu II wojny światowej. Było zlokalizowane m.in. na Placu Wolności i przy ul. Poznańskiej. Obiekt wybudowany został w 2015 r. w miejscu prowizorycznych pawilonów. Obiekt jest monitorowany.

## Kierownictwo
W latach 1975–1980 na czele Ośrodka stał dyrektor. Następnie w okresie od 1980 do 2013 kierownik. Na mocy Statutu z 3 lipca 2013 r., od 18 lipca 2013 r. funkcję tę pełni dyrektor.
- mgr Erwin Susłowicz – 1 sierpnia 1975 – 31 sierpnia 1980
- Leszek Jasiówka – 1 października 1980 – 31 stycznia 1991 r.
- Mirosław Kamiński – 1 lutego 1991 – 31 marca 2011
- mgr Bogusław Zaraza p.o. – 1 kwietnia 2011 – 30 czerwca 2012 r.
- mgr Tomasz Struk – od 1 lipca 2012 r.

## Statut
Ośrodek Sportu i Rekreacji od powołania w 1975 r. do 19 stycznia 1982 r. funkcjonował, jako zakład budżetowy. Po przekształceniu w 1982 r., aż do dzisiaj jest jednostką budżetową Gminy Krosno Odrzańskie. W roku 1999 OSiR nadano Statut. Siedem lat później, w 2006 r. znowelizowano dokument. Ostatnia, aktualna regulacja w formie Statutu przyjęta została Uchwałą nr XXXVIII/284/13 Rady Miejskiej w Krośnie Odrzańskim w dniu 26 czerwca 2013 r. Została ona opublikowana dnia 3 lipca 2013 r. w „Dzienniku Urzędowym Województwa Lubuskiego”, a weszła w życie 18 lipca 2013 r.

## Największe wydarzenia sportowe
| Lp. | Data          | Obiekt                                     | Nazwa wydarzenia sportowego                                         | Uczestnicy/ Wyniki/ Zwycięzca               |
| 1.  | 21-22.08.1959 | Korty tenisowe ul. Pocztowa 27             | Drużynowe Mistrzostwa Polski w tenisie ziemnym – mecz o III miejsce | Sopocki Klub Tenisowy – Górnik Katowice 6:5 |
| 2.  | 26-30.03.2006 | Stadion ul. Pocztowa 27                    | Eliminacje Mistrzostw Europy U-17 w piłce nożnej                    | Polska – Belgia 0:2 Belgia – Słowacja 4:0   |
| 3.  | 14.10.2008    | Stadion ul. Pocztowa 27                    | Mecz towarzyski reprezentacji narodowych U-16 w piłce nożnej        | Polska – Dania 0:0                          |
| 4.  | 3-5.05.2019   | Hala Sportowo-Widowiskowa ul. Pułaskiego 3 | Finał Mistrzostw Polski w siatkówce młodzików                       | Jastrzębski Węgiel – Mistrz Polski          |

## Logo

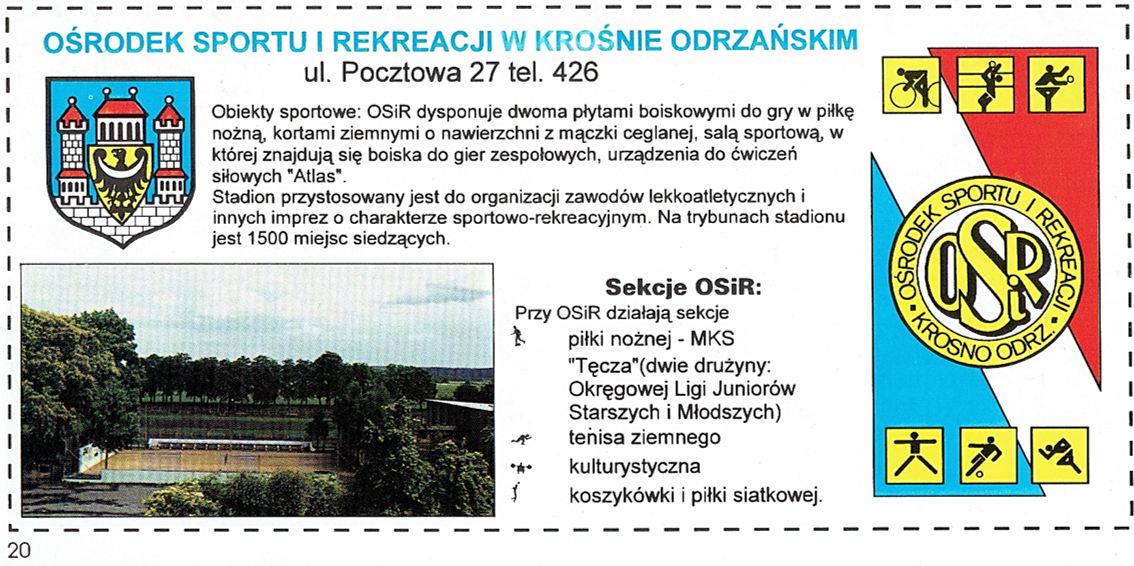
Dawne logo OSiR w reklamie, użyte po raz pierwszy w folderze reklamowym pt. „Krośnieński Region Turystyczny”, wydanym przez Urząd Miasta w Krośnie Odrzańskim w roku 1993

Pierwszy znak graficzny Ośrodka Sportu został zaprojektowany został na początku lat 90. przez ówczesnego kierownika OSiR – Mirosława Kamińskiego. Było to spowodowane potrzebą wyrazistej identyfikacji, jak również kwestiami reklamy i promocji firmy. W pierwotnym logotypie wiodącymi barwami były czerwony i żółty. W 2019 r. podjęto decyzję o unowocześnieniu i dostosowaniu do współczesnych potrzeb znaku graficznego. Zachowano jego formę, ale dokonano istotnych zmian w kolorystyce i symbolice. Nowy znak oraz wytyczne graficzne ujętą w formie księgi znaku opracował Jakub Malicki. Kompozycja liter skrótu OSiR, wpisana w okrąg, nawiązuje do kół olimpijskich. Całość ma formę pieczęci, co jest nawiązaniem do wcześniejszego emblematu. Zastosowano dwie główne barwy: jasno niebieską (Pantone 2925C, CMYK 75-20-0-0) i zieloną (Pantone 367 C, CMYK 45-0-75-0). Nawiązują one do barw flagi Krosna Odrzańskiego. Nowe logo jest w użyciu od 21 marca 2019 r.

## Ciekawostki
- W roku 1938, niemieckie władze samorządowe planowały wybudować w miejscu dzisiejszych dwóch boisk treningowych stadionu OSiR przy ul. Pocztowej pływalnię. Zarówno przed wojną, jak i kilkadziesiąt lat po jej zakończeniu w miejscu tym mieściło się miejskie wysypisko śmieci, jak również miejsce zwożono gruz z dolnej, lewobrzeżnej części zniszczonego w 1945 r. miasta.
- Obszar stadionu OSiR od strony zachodniej przylega do istniejących i nieistniejących budowli militarnych z różnych okresów. Od strony południowej do średniowiecznej, nieistniejącej, tzw. Bramy Kamiennej prowadzącej do Głogowa, następnie do wybudowanych w połowie XVII w. przez wojska szwedzkie umocnień ziemnych, tzw. wałów szwedzkich. Tuż do nich przylega zamek piastowski wzniesiony w XIII wieku przez księcia Henryka Brodatego i usytuowany najbliżej rzeki Odry, wbudowany w wał – schron bojowy Linii Środkowej Odry, wzniesiony na przełomie lat 20. i 30. XX wieku.
- Dawny Ośrodek Wypoczynkowy (część dzisiejszego kąpieliska nad jeziorem Glibiel w Łochowicach), został wybudowany jeszcze przed II wojną światową. W okresie międzywojennym przy dzisiejszym kąpielisku deputowany krośnieńskiego Sejmiku Powiatowego – książę Löwenstein, wzniósł szachulcowy budynek. W późniejszym okresie budynek nabył berliński bankier żydowskiego pochodzenia, baron Hans von Bleichröder, wnuk Gersona(inne języki). Jego żoną była aktorka Rachel Blindermann, znana jako Maria Orska. Przyjeżdżała ona nad jezioro Glibiel, aby odpoczywać od wielkomiejskiego zgiełku. W roku 1927 zespół obiektów nabyło Brandenburskie Stowarzyszenie Piłki Nożnej. Aby upamiętnić zmarłego rok wcześniej wybitnego piłkarza, działacza związków piłkarskich i przewodniczącego Stowarzyszenia – Fritza Boxhammera(inne języki) kompleks nazwano „Fritz Boxhammer Hause”. Boxhammer był także „Ojcem niemieckiego futbolu”, jednym z założycieli i wiceprezesem Niemieckiego Związku Piłki Nożnej (Deutscher Fußball-Bund)[51].